# Ремонтопридатність
Ремонтоприда́тність (англ. maintainability) — властивість об'єкта бути пристосованим до підтримання та відновлення стану, в якому він здатний виконувати потрібні функції за допомогою технічного обслуговування та ремонту.

## Показники ремонтопридатності
Головним показником ремонтопридатності є час відновлення об'єкта після відмови, що містить такі основні складові:
- час виявлення елемента, що відмовив;
- час ремонту або заміни елементів, що відмовили;
- час доставлення необхідних елементів та деталей;
- час налагоджування елемента та контролю після його ремонту або заміни.

Кожна з цих складових залежить від великої кількості різнорідних випадкових факторів, отже час відновлення є випадковим. За аналогією до показників безвідмовності, як показники ремонтопридатності об'єктів використовують ймовірнісні характеристики:
- імовірність відновлення v(t) — імовірність того, що час відновлення працездатного стану об'єкта не перевищить заданого значення;
- щільність розподілу імовірності відновлення fτ(t) — похідна від функції розподілу імовірності відновлення v(t);
- середня інтенсивність відновлення μ(t) — середнє значення інтенсивності відновлення в заданому інтервалі часу;
- середня тривалість відновлення Tв — математичне сподівання часу відновлення працездатного стану об'єкта після відмови;
- гамма-відсоткова тривалість відновлення tγ — інтервал часу, протягом якого відновлення працездатності об'єкта здійсниться з імовірністю у, вираженою у відсотках;
- середня трудомісткість технічного обслуговування — математичне сподівання трудомісткості технічного обслуговування та (чи) ремонту, виражене в людино-годинах.